# Postgatubron

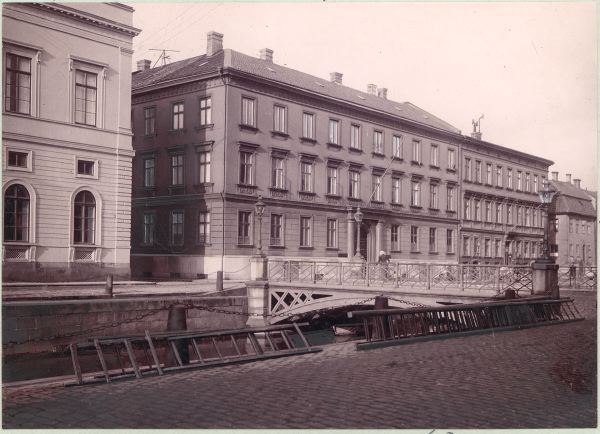
Postgatubron och Östra Hamngatan 17–19 år 1899. Bildsamlingen vid Göteborgs stadsmuseum.

Postgatubron var en järnbro byggd 1862 över Östra Hamnkanalen i linje med Postgatan, dåvarande Sillgatan i Göteborg. Bron, som ersatte en äldre välvd stenbro på samma plats, knöt samman den västra delen av Östra Hamngatan med den östra och fick namnet Sillgatubron 1883. Järnbron raserades i samband med att kanalen fylldes igen 1936 och såldes för sitt materialvärde till en skrothandlare